# Eubalaena japonica
La balena franca nordpacifica (Eubalaena japonica Lacépède, 1818) è un cetaceo della famiglia dei Balenidi.

## Descrizione

Paragone fra le dimensioni della balena franca nordpacifica e quelle di un uomo

La lunghezza è in genere compresa tra i 16 e i 18 metri e il peso può superare le 70 tonnellate.

Le balene franche hanno grosse teste ricoperte da callosità grigiastre. Sono di colore azzurro ad eccezione di alcune macchie irregolari bianche sul ventre. Hanno un profilo della bocca molto arcuato e sono prive di pinna dorsale. Il mento ha un colore più scuro del resto del corpo. Le pinne pettorali sono grandi e spatolate.

## Biologia

### Comportamento
Le balene franche sono nuotatrici lente, sebbene siano capaci di compiere sorprendenti acrobazie. Occasionalmente ondeggiano le pinne sulla superficie dell'acqua, saltano e sbattono le pinne. Sono note per essere giocherellone e curiose.

## Distribuzione e habitat

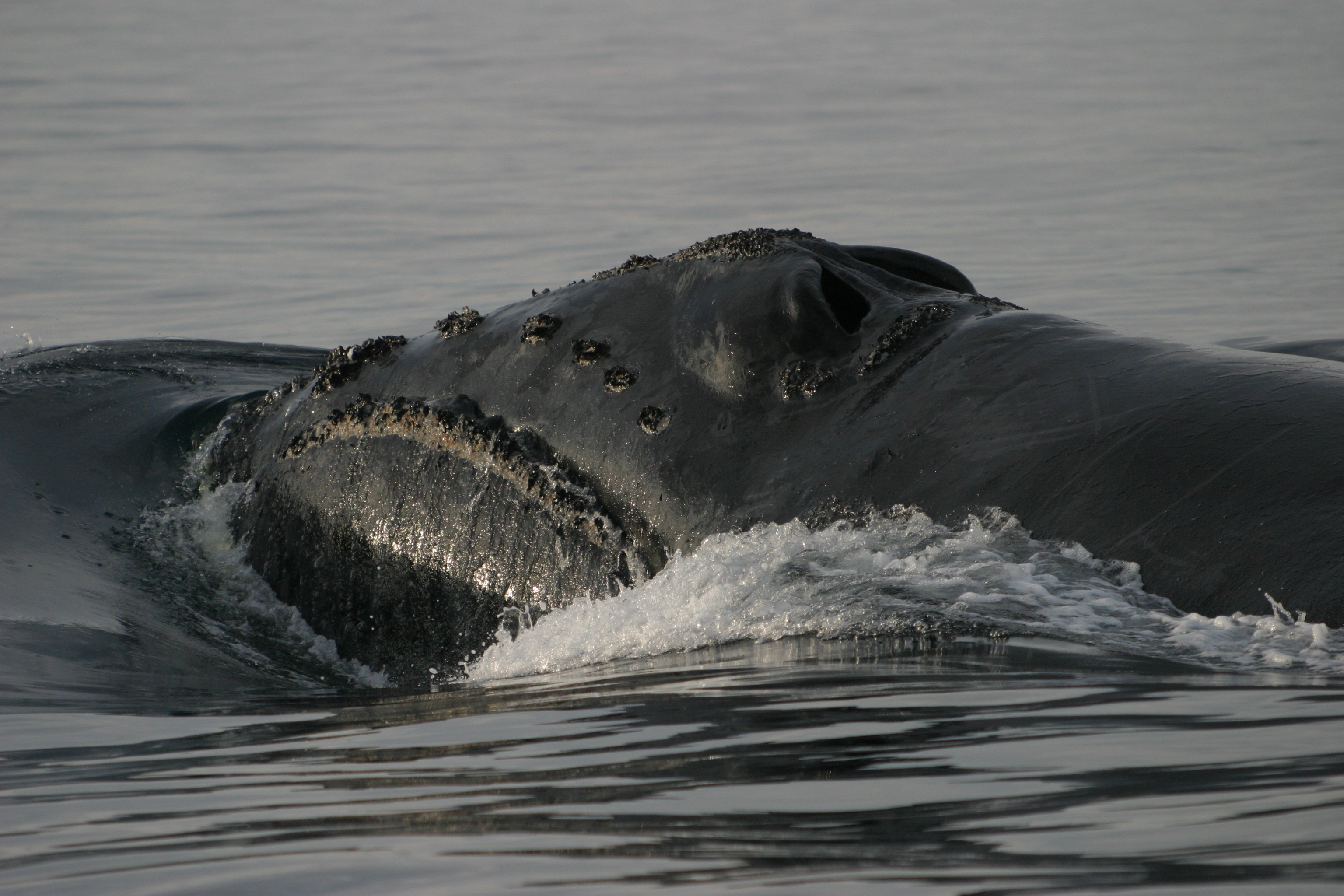
Balena franca nordpacifica

La specie era diffusa nel Pacifico del Nord, tra le coste americane comprese tra Alaska e Messico e quelle asiatiche tra Siberia e Corea.

## Conservazione
Dal 1935 è stata dichiarata specie protetta, ma la caccia illegale che ha continuato a colpirla, soprattutto negli anni cinquanta e sessanta, ha portato la specie alla soglia dell'estinzione. Si stima che oggi ne sopravvivano tra 100 e 300 individui. Secondo l'Unione Internazionale per la Conservazione della Natura (World Conservation Union) l'estinzione della specie potrebbe essere inevitabile. Dopo il Lipote, dichiarato estinto nel 2006 ma avvistato ancora nel 2007, è la specie di mammifero a più elevato rischio di estinzione.
La balena franca nordpacifica è strettamente imparentata con gli altri membri del suo genere, le balene franche australi e nordatlantiche (rispettivamente Eubalaena australis ed Eubalaena glacialis). Le balene franche vennero cacciate fin quasi all'estinzione dai balenieri perché erano facili da avvicinare, vivevano nei pressi della costa, galleggiavano quando erano morte e fornivano una grande quantità di olio, carne e stecche di balena (fanoni).
I giapponesi cacciarono le balene franche nordpacifiche fin dalla fine del XVI secolo. Nel 1835 la prima baleniera europea si recò a caccia di balene franche al largo delle coste della Columbia Britannica. In quest'area, detta Northwest Ground, ci fu una notevole attività baleniera tra gli inizi e la metà degli anni '40 del 1800, ma il numero delle balene che vi si trovavano diminuì ben presto e venne abbandonata per trovare nuovi terreni di caccia nel mare di Okhotsk e nella regione dello stretto di Bering. Le balene franche nordpacifiche continuarono ad essere cacciate dai balenieri nativi agli inizi del XX secolo e furono anche catturate occasionalmente dai balenieri moderni che lavoravano nelle stazioni di caccia del Giappone, dell'Alaska, della Columbia Britannica e della California. Nonostante siano state protette fin dal 1937, i balenieri sovietici ne catturarono illegalmente alcune centinaia negli anni '60.